# Monument à Federico García Lorca (Madrid)
Le Monument à Federico García Lorca (en espagnol : Monumento a Federico García Lorca) est une œuvre d'art public de l'artiste Julio López Hernández (1930-2018). 
Situé à Madrid, sur la place de Sainte-Anne (district du Centre), face au Teatro Español, le monument est composé d'une statue monumentale de bronze consacrée au poète et dramaturge Federico García Lorca, assassiné en 1936 par les nationalistes espagnols à Viznar, en Andalousie. 

## Histoire et description
L'idée de la construction d'un monument pour le poète à Madrid remonte à 1984, à la suite d'une initiative de Miguel Narros, alors directeur du Teatro Español, auprès de la mairie de Madrid, à l'occasion des célébrations du 50e anniversaire de la célèbre pièce de théâtre Yerma de Lorca.
Œuvre de Julio López Hernández, la statue est réalisée entre 1984 et 1986, jusqu'à son édification finale sur la place Sainte-Anne, lieu central de la capitale espagnole.
Cette statue de bronze illustre le poète face au Teatro Español, soutenant en ses mains une alouette (ou un rossignol), oiseau familier de la poésie de la poésie lorquienne.
L'inscription du monument est «Madrid, a Federico García Lorca».
Le monument est aujourd'hui une étape touristique très photographiée du Madrid contemporain, mais a également été l'objet d'actes de vandalisme.